# 1988年ソウルオリンピックのオーストリア選手団
1988年ソウルオリンピックのオーストリア選手団（1988ねんソウルオリンピックのオーストリアせんしゅだん）は、1988年9月17日から10月2日にかけて韓国のソウルで開催された1988年ソウルオリンピックのオーストリア選手団、およびその競技結果。

## 概要
今大会は金メダル1個、合計1個のメダルを獲得した。

## メダル
| メダル | 選手名                     | 競技 | 種目           |
| ------ | -------------------------- | ---- | -------------- |
| 金     | ペーター・ザイゼンバッハー | 柔道 | 男子86kg以下級 |